# Spodnja Senica
Spodnja Senica – wieś w Słowenii, w gminie Medvode. W 2018 roku liczyła 386 mieszkańców.